# Saint-Maugan
Saint-Maugan település Franciaországban, Ille-et-Vilaine megyében. Lakosainak száma 518 fő (2022. január 1.). Saint-Maugan Bléruais, Boisgervilly, Iffendic, Muel, Saint-Onen-la-Chapelle és Saint-Gonlay községekkel határos.

## Népesség
A település népessége az elmúlt években az alábbi módon változott:
| Lakosok száma | 363  | 321  | 384  | 494  | 568  | 559  | 544  | 538  | 533  | 518  |
|               | 1968 | 1982 | 1990 | 2006 | 2013 | 2015 | 2017 | 2019 | 2020 | 2022 |